# رينفرو
رينفرو (بالإنجليزية: Renfrew، بالغالية الاسكتلندية:Rinn Friù)‏ هي بلدة تبعد 10 كم (6 ميل) عن غلاسغو في اسكتلندا وتقع قرب بلدة رينفروشير التاريخية. دعيت رينفرو «مهد ملوك ستيوارت» لارتباطها المبكر مع الأسرة الملكية السابقة في اسكتلندا، وقد اكتسبت صفة البللددة الملكية في عام 1397.

## أعلام
- جون الكسندر كرايغ
- هاري كوك
- كيث نيلسون
- مات غراي
- جيمي كونور
- جيري سويني